# Theodor Fischer (Maler, 1872)
Theodor Fischer (* 22. März 1872 in Reinach, Kanton Aargau; † 1. Mai 1925 in Basel) Kaufmann, war ein Schweizer Redakteur, Zeichner, Maler und Schriftsteller. Sein Pseudonym war Waldläufer.

## Leben und Werk

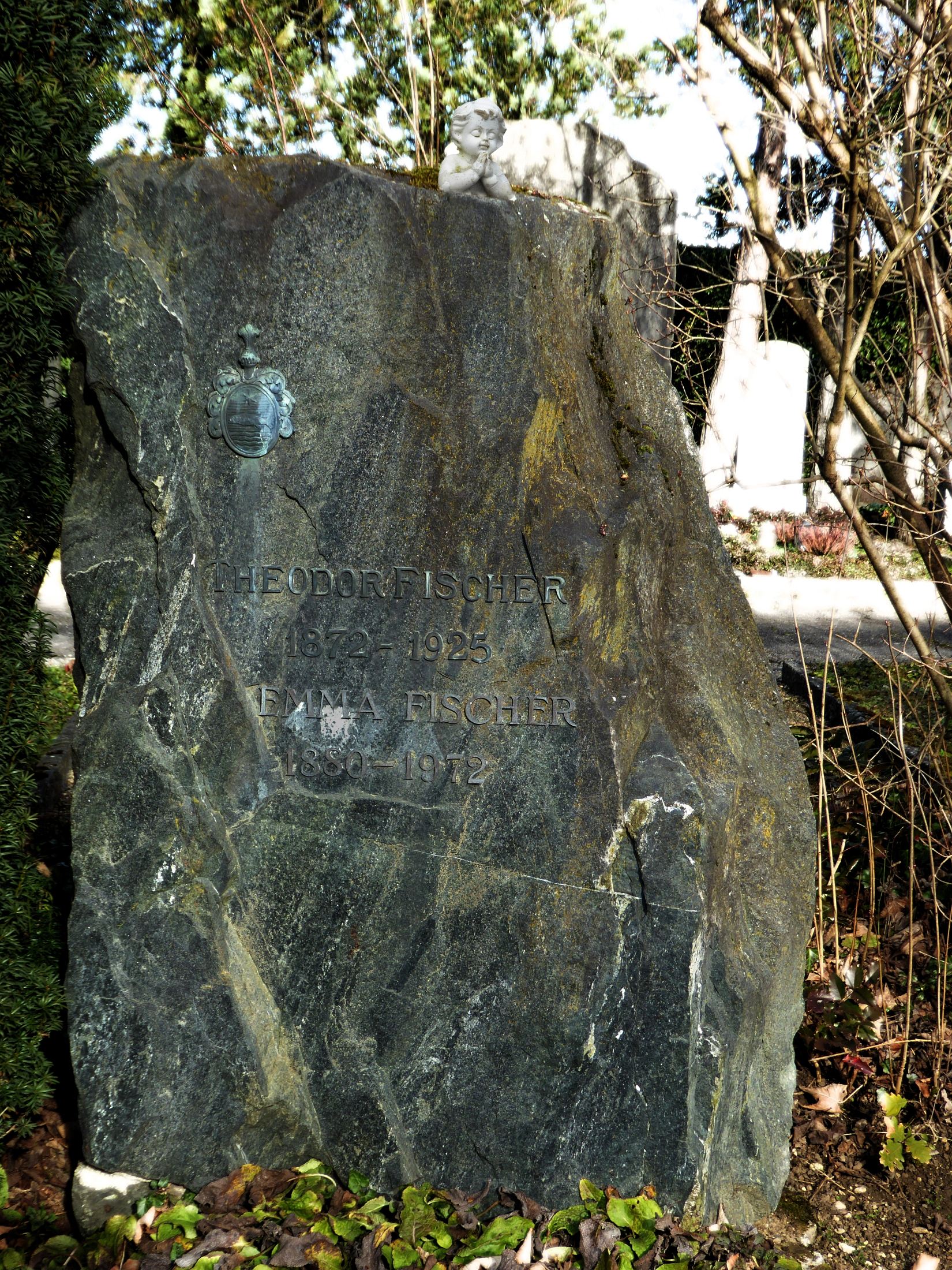
Grab, auf dem Wolfgottesacker, Basel

Theodor Fischer war ein Sohn eines eidgenössischen Artillerieoberst und Enkel des Politikers Adolf Fischer. Infolge einer Scharlacherkrankung war Fischer zeitlebens hörbehindert.
Fischer absolvierte die Primar- und Bezirksschule in Reinach und lebte ab 1887 bei seinem Grossvater in Aarau, wo er die dortige Kantonsschule besuchte. Als sein Vater 1889 starb, musste er die Schule abbrechen. Da Fischer zeichnerisch und kunsthandwerklich talentiert war, liess er sich in Luzern zum Goldschmied ausbilden. In der Folge eröffnete er 1893 mit einem Kollegen eine Goldschmiedewerkstatt, ging aber bereits nach kurzer Zeit auf die Walz. Diese führte ihn nach Deutschland, Holland, Frankreich und schliesslich nach Pforzheim.
Ab 1897 lebte Fischer in Basel und besuchte die vom Juristen René Widemann 1867 gegründete Handelsschule am Kohlenberg 13. In der Folge trat er in den Dienst der Versicherungsgesellschaft Bâloise ein, für die er zeitlebens tätig war. Zuletzt leitete er die überseeische Abteilung.
Neben seiner Arbeit zeichnete, malte und schrieb Fischer unter dem Pseudonym Waldläufer Bücher mit Kurzgeschichten zur Jagd und Tierwelt. Nebenberuflich war er über viele Jahre als Redakteur der Schweizerischen Jagdzeitung tätig. Seine Geschichten veröffentlichte er auch in baslerischen und aargauischen Zeitungen. Fischer erhielt für seine Verdienste um die schweizerische Literatur einen Preis der Schweizerischen Schillerstiftung und war mit zahlreichen Künstlern, u. a. mit dem Landschaftsmaler und Illustrator Rudolf Bauhofer (1869–1918), befreundet.
Auf einem seiner geliebten Ausritte verstarb er auf der Hochwacht des Hombergs oberhalb Reinach. Zu seiner Erinnerung wurde auf der Hochwacht ein von Hugo Siegwart geschaffenes Bronzerelief aufgestellt. Zudem schuf ihm die Jugendschriftenkommission des Schweizerischen Lehrervereins ein literarisches Denkmal mit den gesammelten Tier- und Jagdgeschichten von 1929.
Fischer war seit 1899 mit Emma, geborene Wöhrle (1880–1972), verheiratet und fand seine letzte Ruhestätte auf dem Wolfgottesacker in Basel.

## Werke (Auswahl)
- 1917: Aus meinem Rucksack
- 1918: Im Walde und auf der Heide
- 1920: Da hab ich meine Freude
- 1929: Tier- und Jagdgeschichten